# Alessandro Bertolazzi
Alessandro Bertolazzi é um maquiador ítalo-britânico. Foi indicado ao Oscar de melhor maquiagem e penteados na edição de 2017 pelo filme Suicide Squad. Seu trabalho também recebeu destaque em Fury e Skyfall.